# Delden vasútállomás
Delden vasútállomás vasútállomás Hollandiában, Hof van Twente községben, Delden településen.

## Vasútvonalak
Az állomást az alábbi vasútvonalak érintik:
- Zutphen–Glanerbeek-vasútvonal

## Kapcsolódó állomások
A vasútállomáshoz az alábbi állomások vannak a legközelebb:
- Goor vasútállomás
- Hengelo Gezondheidspark vasútállomás